# António Elísio Capelo Pires Veloso
António Elísio Capelo Pires Veloso OA • GCL (Gouveia, 10 de agosto de 1926 – Porto, 17 de agosto de 2014) foi um major-general do Exército português, conhecido como o "vice-rei do Norte" pelo seu desempenho militar no Golpe de 25 de Novembro de 1975 e pelo livro de memórias que escreveu em 2009.

## Biografia
Nascido em Gouveia, frequentou o Liceu Nacional Alexandre Herculano, no Porto, até 1944, ano em que se matriculou no Curso de Preparatórios Militares da Faculdade de Ciências da Universidade do Porto. Aos vinte anos ingressou na Escola do Exército, concluindo o curso de Infantaria, a que se seguiu o tirocínio na Escola Prática de Infantaria. Em 1949 iniciou efetivamente a sua carreira militar, como alferes em Macau, onde permaneceu até 1951. Em 1961, com o eclodir da Guerra do Ultramar, prestou serviço em Angola, até 1964, e em Moçambique, entre 1965 e 1974. A 20 de Junho de 1962, foi agraciado com o grau de Oficial da Ordem Militar de Avis.
Após o 25 de Abril de 1974, Pires Veloso foi nomeado governador de São Tomé e Príncipe, passando, a 18 de dezembro do mesmo ano, a alto comissário, função que manteve até à independência do território, a 12 de julho de 1975. Em setembro de 1975 foi designado comandante da Região Militar do Norte, com quartel-general no Porto.
Pires Veloso foi um dos protagonistas do Golpe de 25 de Novembro de 1975 que pôs fim ao chamado Verão Quente de 1975. Nesse dia, em que Portugal esteve a um passo da guerra civil, o então comandante da Região Militar do Norte mobilizou as suas tropas no apoio aos "moderados", disponibilizando-se mesmo para acolher no Porto um governo provisório.
Pires Veloso integrou o Conselho da Revolução entre 1975 e 1977, ano em que também terminou a sua missão de comandante da Região Militar do Norte. Candidatou-se a Presidente da República Portuguesa, como independente, nas eleições de 1980, mas não obteve mais do que 0,78% dos votos, num sufrágio em que foi reeleito Ramalho Eanes. Com a frequência do Curso Superior de Comando e Direção do Instituto de Altos Estudos Militares, Pires Veloso ascendeu à patente de oficial general em 1988.
No dia 25 de abril de 2006 foi agraciado pelo então presidente da Câmara Municipal do Porto, Rui Rio, com a Medalha Municipal de Mérito (Grau Ouro), pelo seu "desempenho militar" e "papel fundamental na consolidação da democracia nacional durante o período em que comandou a Região Militar do Norte". Publicou o livro Vice-rei do Norte: memórias e revelações, em 2009. Pires Veloso era irmão mais novo de Aureliano Veloso, o primeiro presidente da Câmara Municipal do Porto eleito democraticamente após o 25 de Abril de 1974, e tio do cantor Rui Veloso.
Faleceu a 17 de agosto de 2014, no Hospital Militar do Porto, em decorrência de um acidente vascular cerebral.
A 16 de Setembro de 2014 foi noticiado que foi entregue na Assembleia Municipal do Porto uma proposta para dar à Praça da República o nome do general Pires Veloso, pelo seu papel no golpe de 25 de Novembro de 1975.
A 25 de novembro de 2022, foi agraciado, a título póstumo, com o grau de Grã-Cruz da Ordem da Liberdade.